# Anamur (district)
Anamur is een Turks district in de provincie Mersin en telt 63.850 inwoners (2007). Het district heeft een oppervlakte van 1337,9 km². Hoofdplaats is Anamur.
De bevolkingsontwikkeling van het district is weergegeven in onderstaande tabel.
| 1997   | 2000   | 2007   |
| ------ | ------ | ------ |
| 90.666 | 83.864 | 63.850 |

## Indeling

### Gemeenten
Gemeenten in het district zijn:
- Ören (3.812 inwoners)
- Çarıklar (3.313 inwoners)

### Plaatsen (köy) met hun inwonertallen (2007)
Kaşdişlen (1000), Malaklar (1.382), Çeltikçi (678), Bozdoğan (1947), Ovabaşı (Frenk) (450), Korucuk (257), Aşağı Kükür (170), Yukarı Kükür (289), Lale (406), Güngören (Teniste) (621), Karaçukur (669), Sarıdana (207), Emirşah (Ceritler) (893), Karadere (552), Alataş (Kızılkilise) (499), Kızılaliler (925), Gercebahşiş (1.436), Karalarbahşiş (1.216), Güneybahşiş (729), Vinç, Kılıç (53), Ormancık (522), Sugözü (210), Boğuntu (366), Çukurabanoz (225), Uçarı (430), Kaledran (899), Akine (441), Çaltıbükü (189), Çamlıpınar (489), Çamlıpınaralanı (136), Çataloluk (436), Demirören (Melleç) (874), Evciler (674), Güleç (Orhana) (706), Karaaga (233), Köprübaşı (Ferizler), Sarıağaç (227), Pınarlar.